# Michèle Ricaud
Pour les articles homonymes, voir Ricaud.
Michèle Ricaud est une nageuse française née le 28 février 1961.
Elle est membre de l'équipe de France aux Jeux olympiques d'été de 1980.
Elle a été championne de France de natation sur 100 mètres dos aux hivers 1979, 1980 et 1981 et aux étés 1979, 1980 et 1981, sur 200 mètres dos  aux hivers 1980 et 1981 et aux étés 1979, 1980 et 1981.